# 悉尼 (新斯科舍省)
悉尼（英語：Sydney）是加拿大新斯科舍省布雷顿角岛东海岸的一个社区，1785年由英国人建立。悉尼曾是布雷顿角岛殖民地的首府，1820年，该殖民地与新斯科舍省合并，哈利法克斯成為首府。
20世纪初，悉尼人口迅速膨胀，悉尼成为北美主要钢铁厂區之一。20世纪70年代初後，由于工厂陸續斷關閉，悉尼的人口不断减少。後悉尼的产业轉型為客户支持呼叫中心和旅游业。